# Melanozetes stagnatilis
Melanozetes stagnatilis är en kvalsterart som först beskrevs av Hull 1914.  Melanozetes stagnatilis ingår i släktet Melanozetes och familjen Ceratozetidae. Inga underarter finns listade i Catalogue of Life.